# The Harvest (película de 2023)
The Harvest es una película de drama estadounidense dirigida por Caylee So. Fue estrenada el 12 de febrero de 2023.

## Sinopsis
Thai (Moua), un hombre asiático-estadounidense, regresa a la casa de su familia con motivo de una reunión social. La relación con sus seres queridos ha sido complicada durante años, y él ve esta ocasión como una posible oportunidad para abordar los conflictos no resueltos. El mayor obstáculo es su padre, un hombre con valores profundamente tradicionales, cuya salud se encuentra en declive. La familia espera que Thai asuma un rol de apoyo, pero él mantiene cierta distancia por razones personales. A medida que intenta proteger sus propios secretos, comienza también a descubrir los que su familia ha estado ocultando.

## Reparto
El reparto principal está compuesto por:
- Doua Moua como Thai.
- Arianna Rivas como Julie.
- Alfonso Caballero como Chuck.
- Perry Yung como Cher.
- Blake Kevin Dwyner como Andrew.
- Drea Castro como Drea.
- Lucas Velazquez como Casey.
- Christine Lin como Dra. Xie.
- Jennifer Shelton como Surgeon.
- Greg Yoder como Dr. Williams.
- Amery Ken Thao como Young Cher.
- Elvis Thao como James.
- Hua Lee como Jenny.
- Tress Glenn como Nurse Johnson.
- Mary Ly como Young Youa.

## Nominaciones y premios
Fue incluida en las selecciones oficiales de:
- Santa Barbara International Film Festival 2023.[5]
- Milwaukee International Film Festival 2023.[6]
- CAAM Fest 2023.[7]
- Los Angeles Asian Pacific Film Festival - VC Film Fest 2023.[8]
- Mardi Gras Film Festival 2024.[9]

## Recepción de la crítica
Recibió críticas generalmente favorables por parte de los especialistas, quienes destacaron su enfoque íntimo sobre los conflictos intergeneracionales en el contexto de una familia asiático-estadounidense, aunque también señalaron ciertas limitaciones en su desarrollo narrativo.
Andrew Saroch, de Far East Films, consideró que la película aborda «el choque familiar entre lo tradicional y lo moderno», un tema recurrente en el cine estadounidense. Describió el filme como «una reflexión pausada sobre la brecha generacional», valorando su estilo independiente y su narrativa contemplativa, aunque también advirtió que algunos giros argumentales carecen de sorpresa y que ciertos personajes, como el padre, «merecían mayor profundidad». Paul Enicola, en The Movie Buff, resaltó el tratamiento del conflicto de valores culturales y las expectativas familiares, subrayando la relevancia de temas como el matrimonio arreglado o la presión por cumplir con estándares tradicionales. Si bien elogió la dirección de Caylee So y el reparto en general —en particular las actuaciones de Perry Yung y Dawn Ying Yuen—, expresó que la interpretación de Doua Moua en el papel principal resultó «demasiado contenida», lo que dificultó la conexión emocional con el personaje.
Desde Asian Movie Pulse, Panos Kotzathanasis calificó la obra como «un drama familiar realista», destacando su tratamiento de la experiencia inmigrante y las tensiones derivadas de la falta de adaptación a los valores de la sociedad estadounidense por parte de la generación mayor. Elogió la actuación de Perry Yung, pero coincidió en que el desempeño de Moua limitaba el impacto dramático. También apuntó que el ritmo en la parte final y ciertos simbolismos del desenlace no resultaban del todo efectivos.
En términos técnicos, la fotografía de Brian Nguyen y el montaje de Frank Martinez recibieron comentarios positivos por su contribución a la atmósfera opresiva que rodea a los personajes. Sin embargo, la conclusión de la película fue considerada apresurada por algunos críticos, lo que redujo la eficacia de su resolución narrativa.